# Aureliano Linares Rivas
Aureliano Linares Rivas (Santiago de Compostela, 1 de junio de 1841 - Madrid, 31 de marzo de 1903), político y periodista español, hijo del escultor y abogado José Linares De la Peña y de María Rivas y Rivas, hermano de Maximiliano Linares Rivas, que también incursionó en la política coruñesa, y padre del comediógrafo Manuel Linares Rivas

## Biografía
Político español, fue ministro de Gracia y Justicia durante el reinado de Alfonso XII y de Fomento durante la regencia de María Cristina de Habsburgo-Lorena.

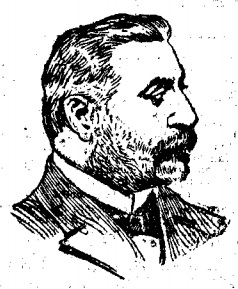
Retrato de Linares Rivas publicado el 1 de abril de 1903 en La Correspondencia de España

Licenciado en 1864 en Derecho por la Universidad de Santiago de Compostela, inició su carrera política como diputado por La Coruña en las elecciones de 1872. Con la proclamación de la Primera República Española se aparta de la política no retornando a ella hasta la restauración monárquica obteniendo nuevamente un escaño por La Coruña en las elecciones de 1876 que repetirá en los sucesivos procesos electorales hasta el de 1899 pasando en 1901 a ser nombrado senador por derecho propio.
Fue ministro de Gracia y Justicia entre el 31 de octubre de 1883 y el 18 de enero de 1884 en el gobierno que presidió José Posada Herrera. Asimismo fue Ministro de Fomento entre el 23 de noviembre de 1891 y el 11 de febrero de 1892 y entre el 14 de diciembre de 1895 y el 4 de octubre de 1897 en sendos gobiernos presididos por Antonio Cánovas del Castillo. 
Presidente del Consejo de Estado es autor de la obra La primera Cámara de la Restauración. Retratos y semblanzas (1878).
Se casó con Adela Astray-Caneda y Álvarez-Builla, aristócrata gallega. Tuvo dos hijos, el comediógrafo y afamado escritor teatral Manuel Linares-Rivas y Emilio, delegado de Hacienda, ambos también abogados.